# Paul Berman
Paul Berman är en amerikansk skribent och debattör om politik och litteratur. Hans böcker, bland annat bestsellern Terror and Liberalism, har översatts till flera språk. I Terror and Liberalism gör han tolkningen att totalitära rörelser i Europa, såväl vänstertotalitära som högertotalitära, uppstod efter Första Världskriget som en reaktion på framgångar och misslyckanden med den liberala civilisationen. Berman har en M.A. i amerikansk historia från Columbia University och arbetar för The New Republic och Dissent.
Berman växte upp i en förort till New York i en familj som härstammade från östeuropeiska judar som invandrat till Förenta staterna i början av 1900-talet. Han blev politiskt engagerad i de vänsterradikala rörelserna på 1960-talet, och deltog i evenemang för medborgarrättsrörelsen och mot Vietnamkriget. Han betecknar sig som socialdemokrat.